# The Cheap Show
Albums de Anaïs Croze
Excuse-moi, j'voulais te d'mander The Love Album
The Cheap Show est le premier album d'Anaïs Croze, il s'est vendu à plus de 500 000 exemplaires en France.
En 2006 sort une réédition The Cheap Show - In your face comprenant le CD et un DVD d'un concert à Rennes ainsi que plusieurs bonus.

## Liste des titres
| No  | Titre                                                    | Durée |
| --- | -------------------------------------------------------- | ----- |
| 1.  | Même si la vie c'pas du foie gras (Linda Molay)          |       |
| 2.  | Mon cœur, mon amour                                      |       |
| 3.  | Elle sort qu'avec des blacks                             |       |
| 4.  | Christina                                                |       |
| 5.  | Intermède : pendant ce temps-là en Écosse                |       |
| 6.  | La vie est dure                                          |       |
| 7.  | Rap collectif                                            |       |
| 8.  | Je t'aime à en crever...                                 |       |
| 9.  | Intermède : pendant ce temps-là sur MTV (Rock Your Body) |       |
| 10. | B-B Baise-moi                                            |       |
| 11. | Bad Blues Player                                         |       |
| 12. | La Plus Belle Chose au monde                             |       |
| 13. | Mon cœur mon amour (version studio)                      |       |